# Eat to the Beat
Eat to the Beat é o quarto álbum de estúdio da banda Blondie, lançado a 13 de Outubro de 1979.
O disco atingiu o número 17 do Pop Albums.
| Críticas profissionais                                                      | Críticas profissionais |
| Avaliações da crítica                                                       | Avaliações da crítica  |
| Fonte                                                                       | Avaliação              |
| --------------------------------------------------------------------------- | ---------------------- |
| allmusic                                                                    | [ 2 ]                  |
| Robert Christgau                                                            | (A-)                   |
| Esta tabela precisa de ser acompanhada por texto em prosa. Consulte o guia. |                        |

## Faixas
Lado 1
1. "Dreaming" (Debbie Harry, Chris Stein) – 3:08
2. "The Hardest Part" (Harry, Stein) – 3:42
3. "Union City Blue" (Nigel Harrison, Harry) – 3:21
4. "Shayla" (Stein) – 3:57
5. "Eat to the Beat" (Harrison, Harry) – 2:40
6. "Accidents Never Happen" (Jimmy Destri) – 4:15

Lado 2
1. "Die Young, Stay Pretty" (Harry, Stein) – 3:34
2. "Slow Motion" (Laura Davis, Destri) – 3:28
3. "Atomic" (Destri, Harry) – 4:40
4. "Sound-A-Sleep" (Harry, Stein) – 4:18
5. "Victor" (Harry, Frank Infante) – 3:19
6. "Living in the Real World" (Destri) – 2:53

### Edição de 2001 (Faixas bónus)
1. "Die Young Stay Pretty" (Harry, Stein) – 3:27
2. "Seven Rooms of Gloom" (Brian Holland, Lamont Dozier, Edward Holland, Jr.) – 2:48
3. "Heroes" (David Bowie, Brian Eno) – 6:19
4. "Ring of Fire" (June Carter Cash, Merle Kilgore) – 3:30

### DVD
1. "Eat to the Beat" (Harrison, Harry)
2. "The Hardest Part" (Harry, Stein)
3. "Union City Blue" (Nigel Harrison, Harry)
4. "Slow Motion" (Laura Davis, Destri)
5. "Shayla" (Stein)
6. "Die Young, Stay Pretty" (Harry, Stein)
7. "Accidents Never Happen" (Jimmy Destri)
8. "Atomic" (Destri, Harry)
9. "Living in the Real World" (Destri)
10. "Sound-A-Sleep" (Harry, Stein)
11. "Victor" (Harry, Frank Infante)
12. "Dreaming" (Debbie Harry, Chris Stein)

## Créditos
- Frank Infante - Vocal, guitarra
- Jimmy Destri - Vocal, teclados
- Deborah Harry - Vocal
- Chris Stein - Guitarra
- Nigel Harrison - Baixo
- Clem Burke - Bateria
- Randy Hennes - Harmónica em "Eat To The Beat"
- Robert Fripp - Guitarra em "Heroes"
- Ellie Greenwich - Vocal de apoio
- Lorna Luft - Vocal de apoio
- Donna Destri - Vocal de apoio
- Mike Chapman - Vocal de apoio

## Posição nas paradas musicais
| Parada (1979)                         | Melhor posição |
| ------------------------------------- | -------------- |
| Austrália (Kent Music Report)         | 9              |
| Áustria (Ö3 Austria Top 40)           | 19             |
| 6                                     |                |
| Dinamarca                             | 4              |
| Países Baixos (Dutch Charts)          | 16             |
| Finlândia (Suomen virallinen lista)   | 3              |
| Alemanha (Offizielle Deutsche Charts) | 23             |
| Nova Zelândia (RMNZ)                  | 3              |
| Noruega (VG-lista)                    | 6              |
| Suécia (Sverigetopplistan)            | 2              |
| Reino Unido (Official Albums Chart)   | 1              |
| Estados Unidos (Billboard 200)        | 17             |

| Parada (1979)                 | Posição |
| ----------------------------- | ------- |
| Austrália (Kent Music Report) | 63      |
| Canadá (RPM Top Albums/CDs)   | 58      |
| Reino Unido (BMRB)            | 21      |

| Parada (1980)                  | Posição |
| ------------------------------ | ------- |
| Austrália (Kent Music Report)  | 56      |
| Canadá (RPM Top Albums/CDs)    | 67      |
| Reino Unido (BMRB)             | 40      |
| Estados Unidos (Billboard 200) | 8       |

## Certificações
| Região                                              | Certificação | Vendas     |
| --------------------------------------------------- | ------------ | ---------- |
| Austrália (ARIA)                                    | Platina      | 105 000^   |
| Canadá (Music Canada)                               | 2× Platina   | 250 000^   |
| Dinamarca (IFPI Dinamarca)                          | Ouro         | 25 000^    |
| Nova Zelândia (RMNZ)                                | Ouro         | 7 500^     |
| Reino Unido (BPI)                                   | Platina      | 500,000    |
| Estados Unidos (RIAA)                               | Platina      | 1,000,000^ |
| ^números de vendas baseados somente na certificação |              |            |